# Lauro Salas
Lauro Salas (* 28. August 1928 in Monterrey, Nuevo León, Mexiko; † 18. Januar 1987) war ein mexikanischer Boxer im Leichtgewicht.
Sein Debüt bei den Profis konnte er gegen Chino Puente im Jahre 1946 durch einstimmigen Beschluss über 6 Runden für sich entscheiden. Bereits in seinem vierten Kampf musste er seine erste Pleite hinnehmen.
Am 14. Mai 1952 schlug er Jimmy Carter und wurde dadurch universeller Weltmeister. Allerdings verlor er diesen Titel im direkten Rematch am 15. Oktober desselben Jahres wieder an Jimmy Carter.